# Paul Coll
Paul Coll (Greymouth, 9 maggio 1992) è un giocatore di squash neozelandese.

## Carriera
Inizia a collezionare successi nel 2017 vincendo il St. George's Hill Classic a Weybridge ed entrando nella top 10 della classifica mondiale. Nel 2018 vince la medaglia d’argento con la Nuova Zelanda ai Giochi del Commonwealth.
Nel 2021 vince il suo primo British Open, senza perdere un set nell’intero torneo, battendo in finale Ali Farag. Nel marzo 2022, dopo la vittoria al Windy City Open, diventa il primo neozelandese nella storia a raggiungere la prima posizione nel ranking PSA.
Un mese dopo difende il suo titolo al British Open, sconfiggendo nuovamente in finale Ali Farag 3-0. A luglio vince la medaglia d’oro ai Giochi del Commonwealth 2022 battendo il gallese Joel Makin.